# De Mortel (Gemert-Bakel)

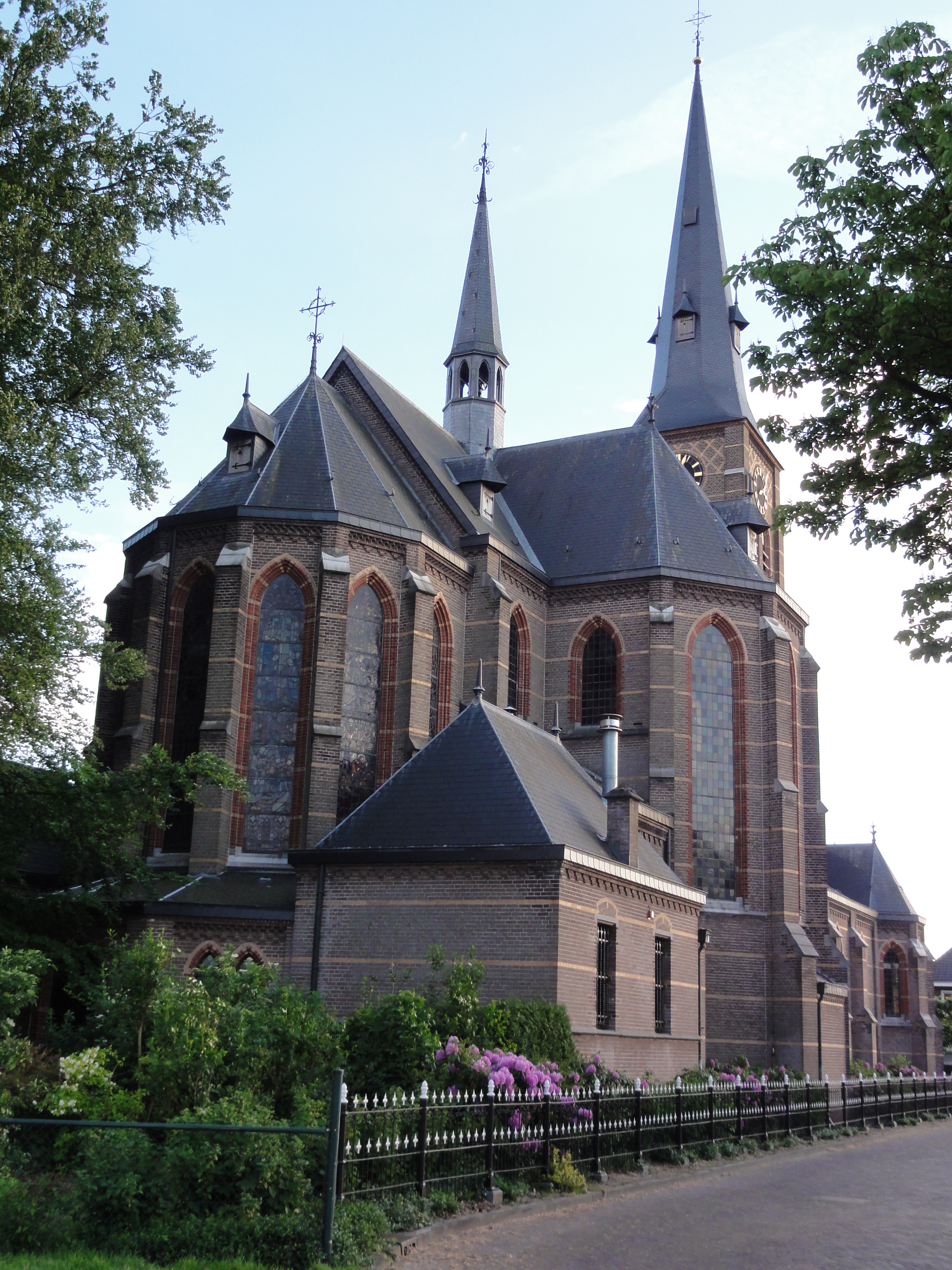
De Mortel, St.Antonius Abtkerk

De Mortel is een kerkdorp van de gemeente Gemert-Bakel in de Nederlandse provincie Noord-Brabant. Op 1 januari 2023 telde het dorp 1.695 inwoners.
Zoals in veel Brabantse dorpen is in De Mortel de uit 1904 daterende kerk beeldbepalend. Langs de doorgaande weg staat een beeld met de Mortelse varkenshouder, "De Berenleider". Dit beeld is een van de vele creaties van de Gemertse kunstenaar Toon Grassens. De bebouwde kom wordt aangekondigd met een bord waarop de spreuk 'De Mortel een (h)echt dorp'.
Veel activiteiten vinden plaats op de dorpsweide met daarop een achthoekige kiosk. De Mortel wordt omgeven door een agrarisch cultuurlandschap met bossen, akkers en beekdalen. Er zijn talrijke fiets- en wandelpaden. Het 'Mortels ommetje' is een fietsroute door het dorp en het buitengebied.
In de bossen van De Mortel aan de Hemelsbleekweg staat een 128 meter hoge toren van KPN.

## Geschiedenis
In 1590 zou in De Mortel een pestkapelletje zijn gebouwd dat voor het eerst genoemd werd in 1636. Het kapelletje was gewijd aan Sint-Antonius Abt, die immers aangeroepen werd bij pestepidemieën. Er heerste in 1636 een pestepidemie die echter betrekkelijk mild van karakter bleek te zijn. Om hiervoor dankbaarheid te betonen aan God werd besloten een nieuwe kapel te bouwen die echter pas gereed kwam in 1689. Het was een achthoekig gebouwtje met een stenen torentje dat bediend werd door een rector. Aan de trage voortgang is nog het verhaal verbonden dat Antonius hierover ontstemd was en zijn varken liet spoken op de bouwplaats: De spraeck ginck doen onder het volck datter dikwils gesien wiert een wit vercksken metten avondt.
De kapel was in 1848 te klein geworden en er kwam een waterstaatskerk. Nadat de kapel was gesloopt vonden de kerkgangers tijdelijk onderdak in een noodkerk.

### Kerk
In 1904 werd ook de waterstaatskerk gesloopt om plaats te maken voor een nieuwe neogotische Sint-Antonius Abtkerk die even ten noorden van de waterstaatskerk was opgetrokken. Deze kerk is ontworpen door Caspar Franssen. Het is een neogotische kruisbasiliek met vieringtorentje en een hoge ingangstoren met vier geledingen. Het kleurige neogotische interieur ervan is bijzonder goed bewaard. In de kerk bevindt zich een piëta van de Bossche kunstenaar J.A. van der Ven, die bij de plaatsing ervan plotseling overleed.
De toren is 32 meter hoog. 
Toen in 1997 de varkenspest was uitgebroken werd een speciale mis in deze kerk gevierd, waarna diverse varkensboeren een devotie tot de Sint-Antonius Abt in stand hielden.
Er bevindt zich in De Mortel een Heilig-Hartbeeld uit 1931.

### Zusters
In De Mortel zijn ook enkele congregatiezusters actief geweest. In 1938 kwamen er Dochters van de Goddelijke Heiland uit Sint-Michielsgestel om de wijkverpleging te verzorgen. In 1940 werden deze vervangen door de Zusters van Onze Lieve Vrouw uit Tegelen. Deze vertrokken in 1953 en de door hen opgezette afdeling van het Wit-Gele Kruis fuseerde uiteindelijk met die in Gemert.

## Natuur en landschap
Op slechts enkele honderden meters ten zuiden van het dorp ligt het bosgebied Biezen en Milschot, onderdeel van een uitgestrekte bosgordel die overgaat in de uitgestrekte bossen van Beestenveld, Stippelberg en Nederheide. Door het laatstgenoemde gebied zijn wandelingen uitgezet die ten zuiden van De Mortel beginnen.
De Mortel lag zo'n enkele kilometers westelijk van moerasgebieden in de Peel (onder Elsendorp en de Rips. Ondanks de naam had het gebied 'Mortelse Peel' geen bepaald moerassig karakter.
Ten westen van De Mortel ligt een oud cultuurgebied met onder meer de oude akkervelden de Hoge en Lage Kranenbraken. In het noordwesten ligt de oude buurtschap Boekent met vele goed bewaarde gebleven oude boerderijen en de rondweg van Gemert. Een andere oude buurtschap is Milschot. De Mortel wordt hier begrensd door de Snelle Loop.
Net als Deurne, Bakel en Gemert is de kern De Mortel gelegen op de Peelrandbreuk, een geologische structuur waarlangs zich nog in 1992 een aardbeving voordeed. Langs deze breukzone doet zich het wijst-verschijnsel voor, waardoor het oostelijk van het dorp aan de breuk gelegen riviertje de Rips veel kwelwater ontvangt.

## Verenigingsleven
De Mortel kent een actief verenigingsleven. Veel inwoners zijn actief in verschillende sportverenigingen, de carnavalsvereniging en de muziek.

### Voetbal
In 1973 werd in De Mortel de Mortelse Voetbal Club opgericht (MVC). Al eerder, in 1949 was er een voetbalclub opgericht maar in 1973 werd het huidige MVC opgericht. De clubkleuren zijn geel-zwart. Gevoetbald wordt er op het Sportpark De Smagt in De Mortel. Na het seizoen 2011-2012 is het eerste senioren elftal gepromoveerd naar de 3e klasse van regio Zuid 2.

### Tennis
Sinds 2007 beschikt De Mortel ook over een tennisaccommodatie met drie kunstgrasbanen. Tennisvereniging De Mortel werd opgericht in 2001 door een groepje actieve tennissers die al snel een lijst met aspirant-leden hadden om naar de gemeente te stappen en zo de middelen voor ondersteuning en drie tennisbanen te verkrijgen. Het duurde dus uiteindelijk ruim 6 jaar voor de eerste ballen geslagen werden op het nieuwe complex dat, evenals de voetbalclub op het sportpark De Smagt ligt. Ruim twee jaar na opening van de banen is De Mortel een actieve vereniging rijker met ruim 200 leden, een kantine en een accommodatie.

### Fanfare St. Lucia
In 1924 kwamen meester A.J.S. Derks en meester J.H. Graat op het idee om een fanfare op te richten. Nog datzelfde jaar was fanfare "St. Lucia" een feit.

## Nabijgelegen kernen
Gemert, De Rips, Bakel, Beek en Donk en Aarle-Rixtel.

## Zie ook

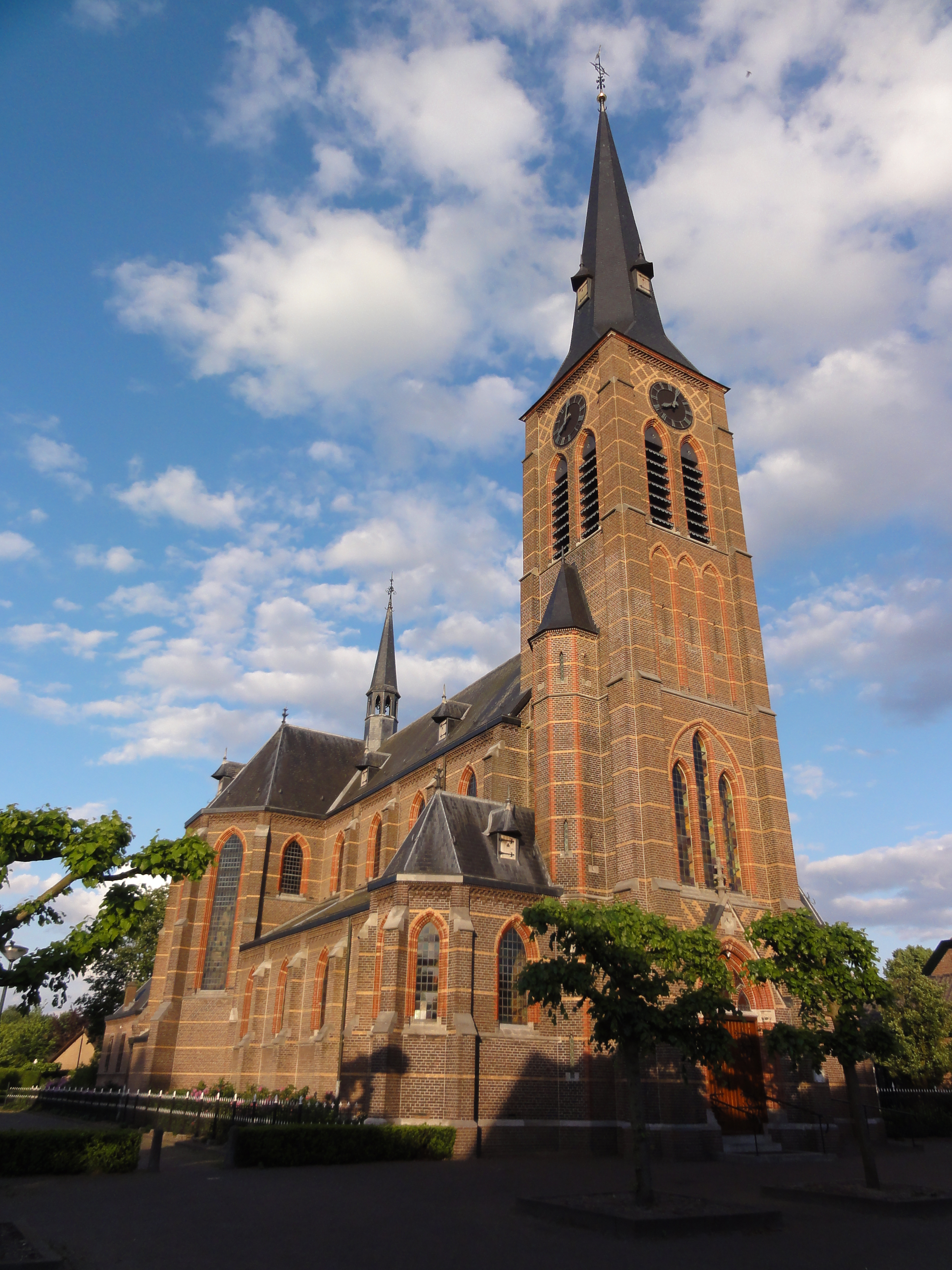
De Mortel, St.Antonius Abtkerk
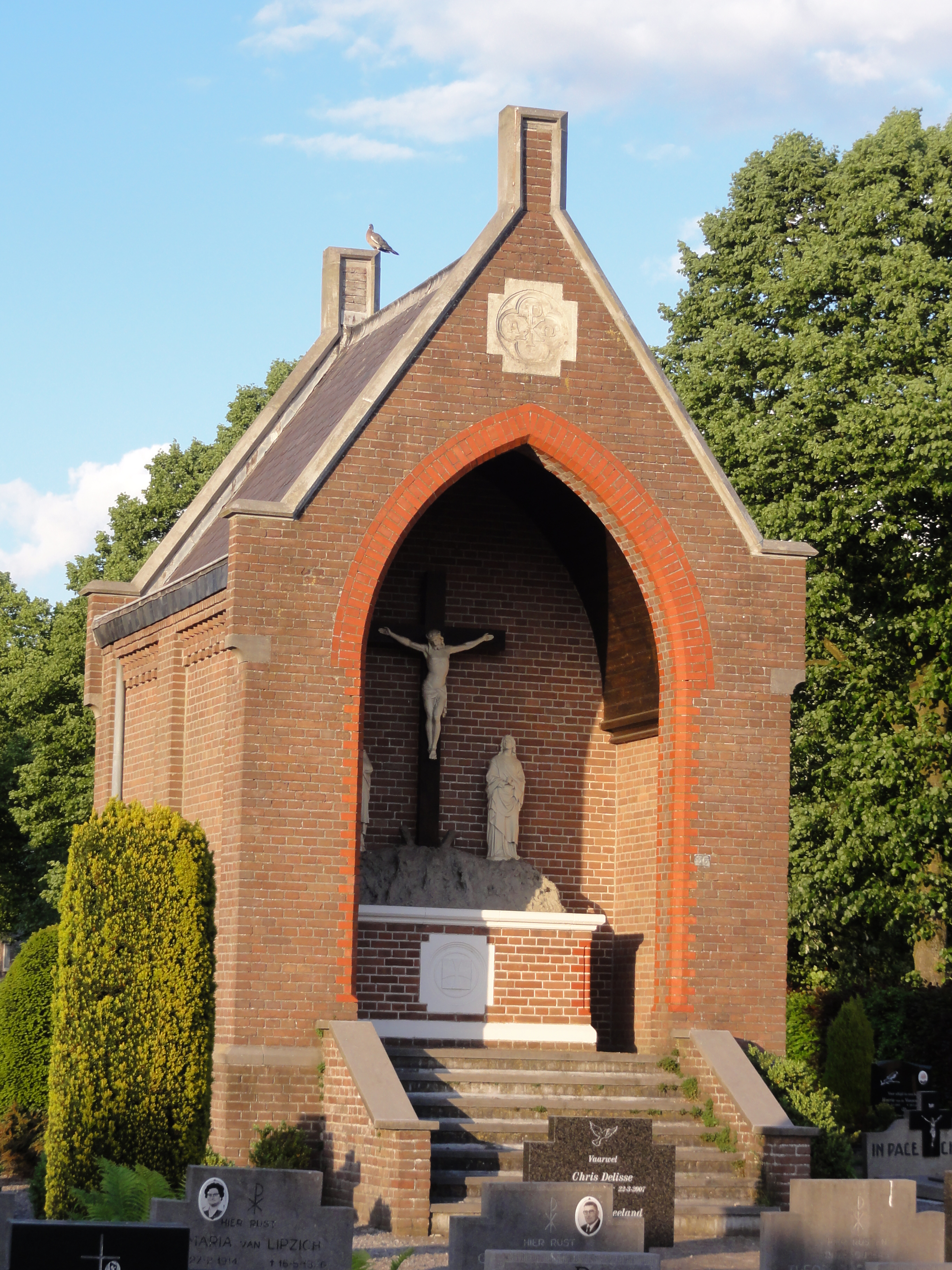
De Mortel, baarhuisje
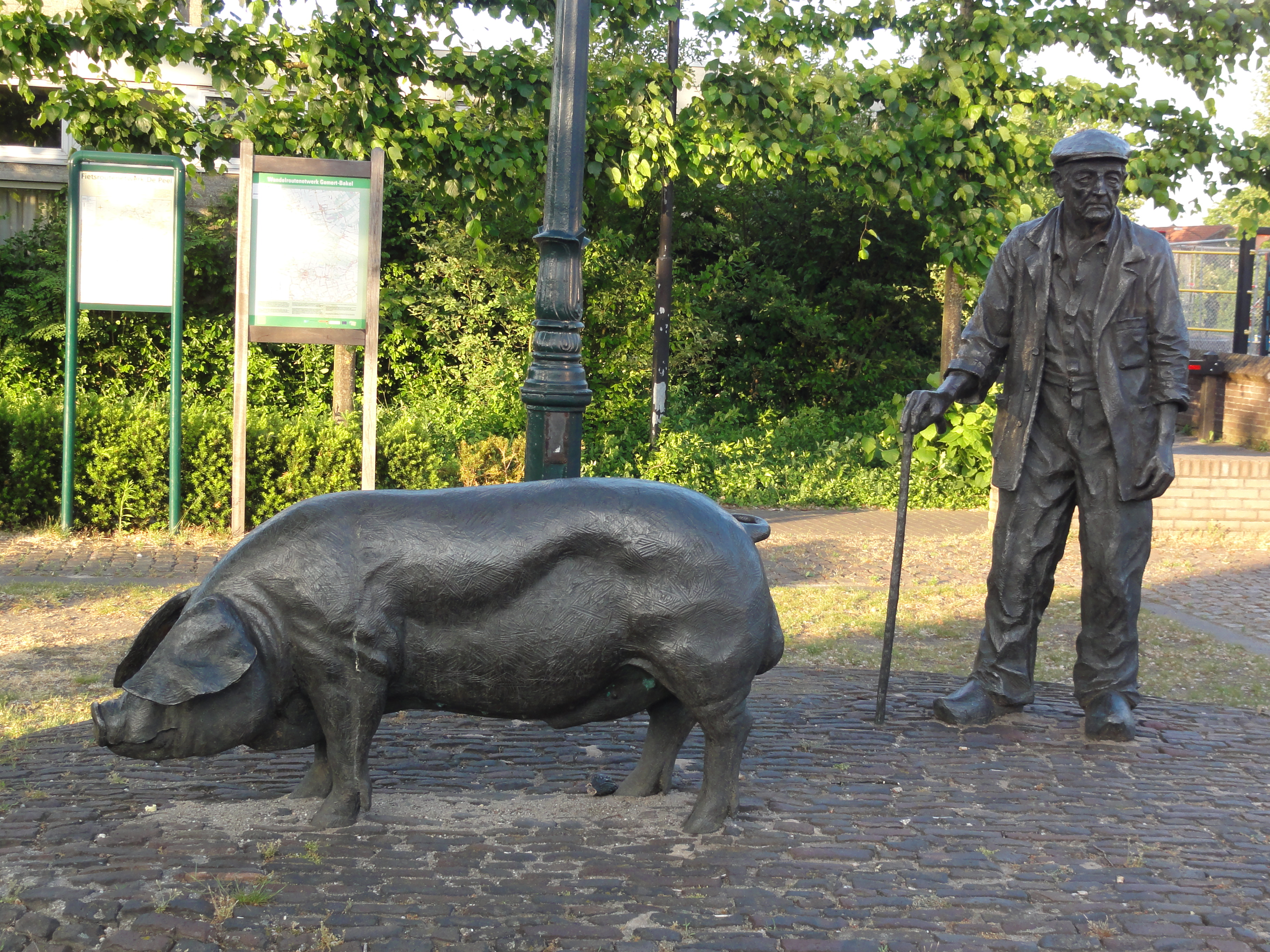
De Mortel, sculptuur De berenleider, door Toon Grassens
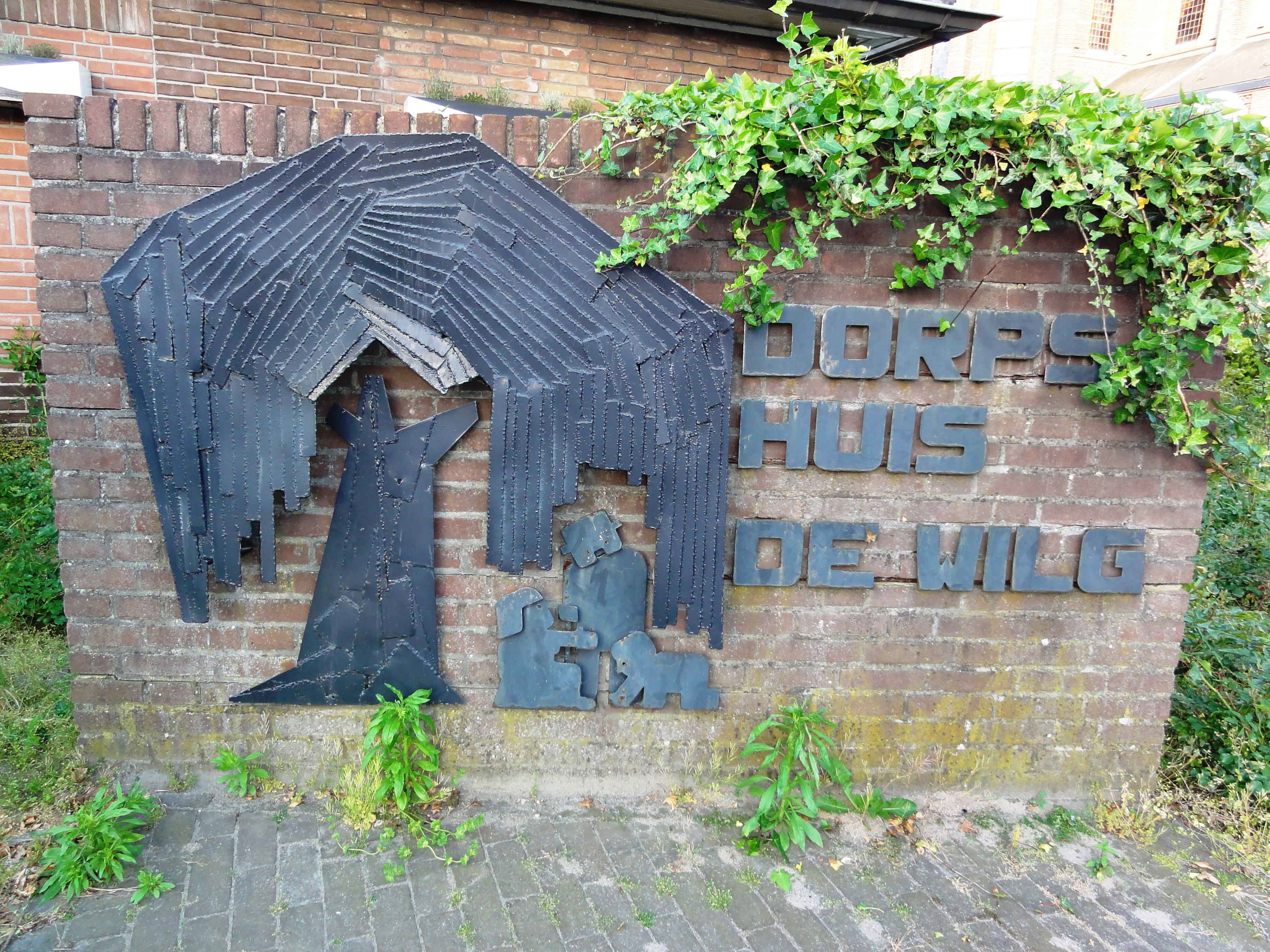
De Mortel, sculptuur Dorpshuis De Wilg
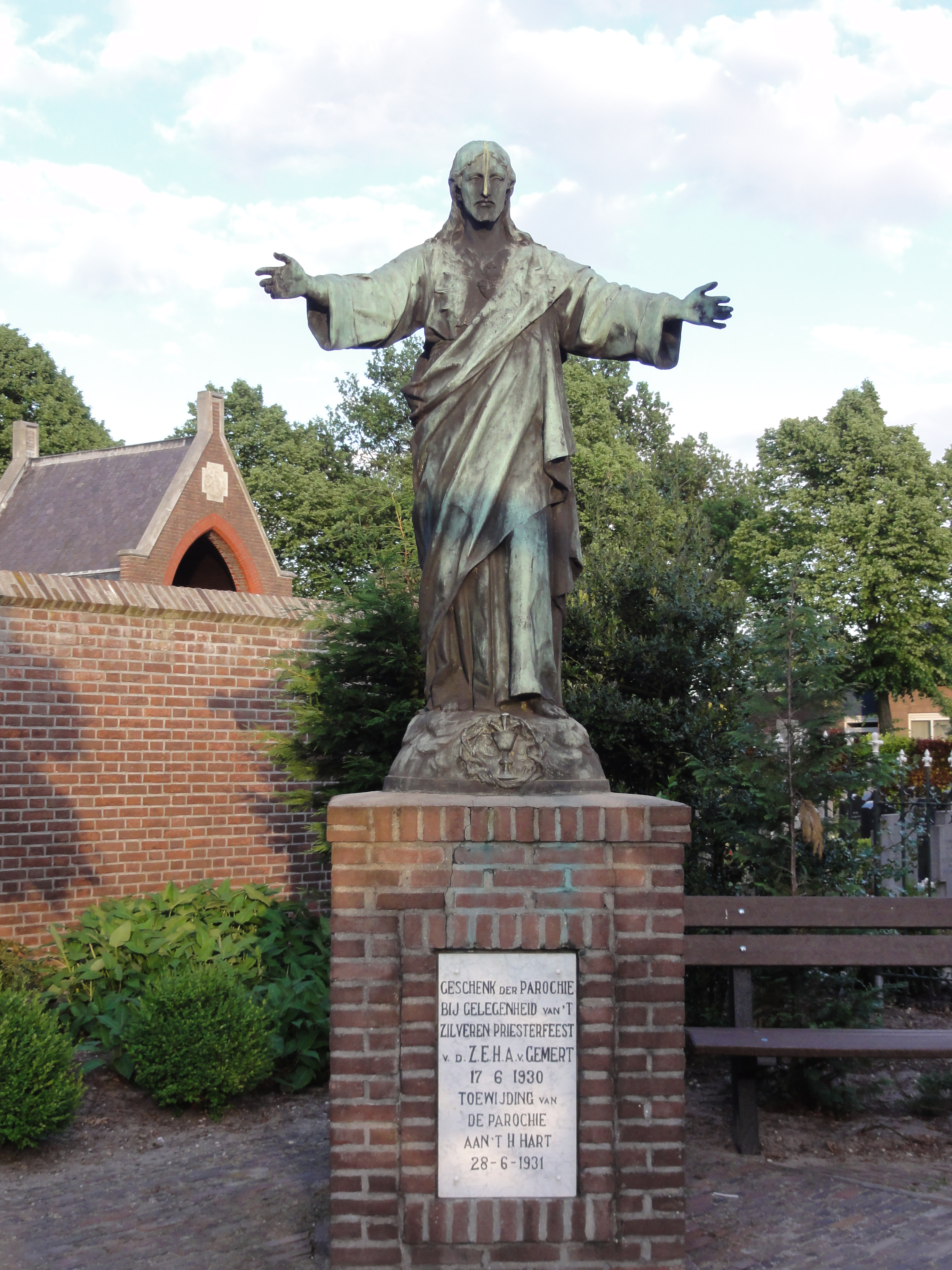
De Mortel, H.Hartbeeld
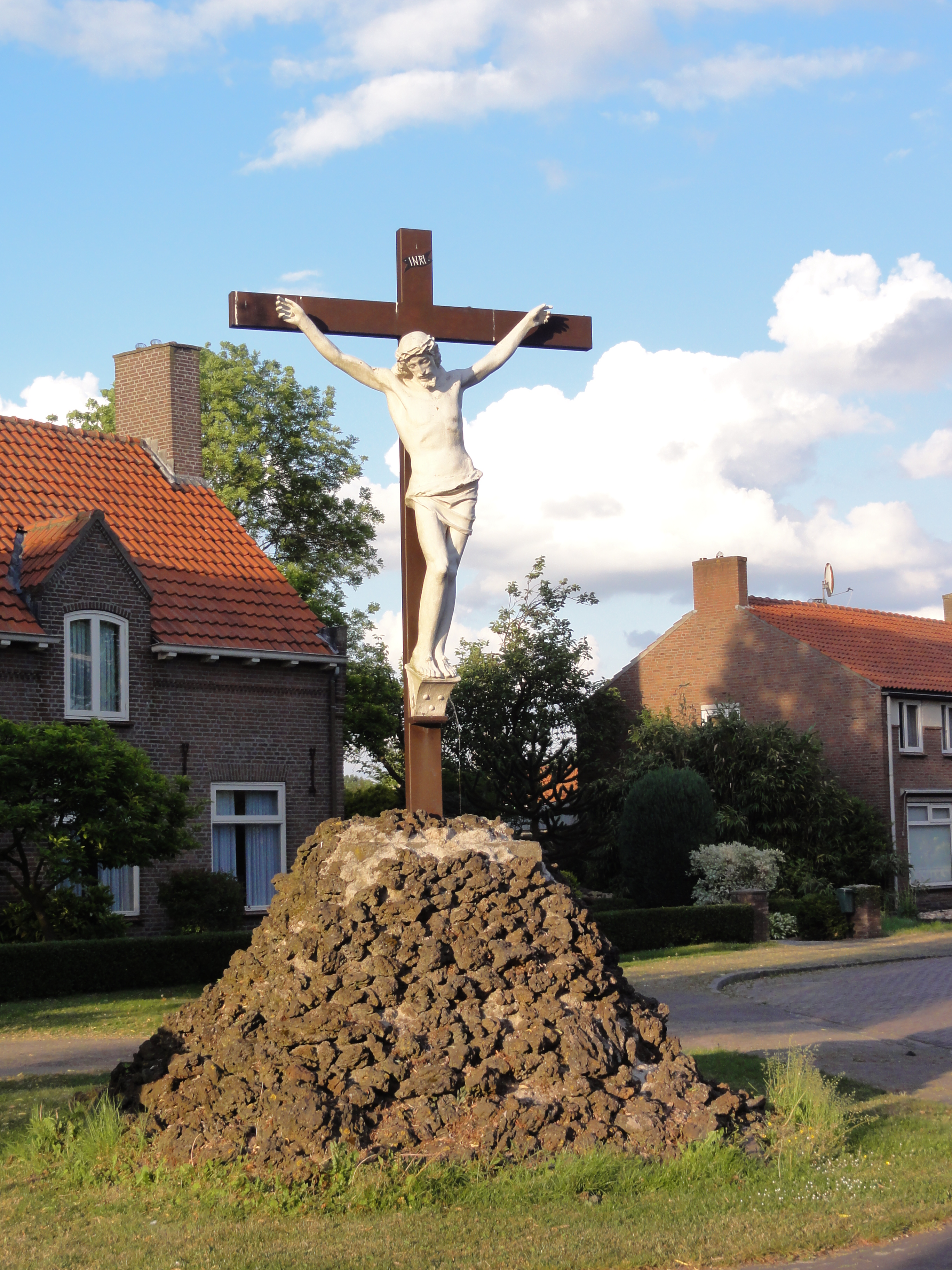
De Mortel, wegkruis